# Сечка (Лодзинське воєводство)
Сечка (пол. Sieczka) — село в Польщі, у гміні Александрув Пйотрковського повіту Лодзинського воєводства.
Населення — 132 особи (2011).
У 1975-1998 роках село належало до Пйотрковського воєводства.

## Демографія
Демографічна структура станом на 31 березня 2011 року:
|          | Загалом | Допрацездатний вік | Працездатний вік | Постпрацездатний вік |
| -------- | ------- | ------------------ | ---------------- | -------------------- |
| Чоловіки | 75      | 13                 | 48               | 14                   |
| Жінки    | 57      | 7                  | 33               | 17                   |
| Разом    | 132     | 20                 | 81               | 31                   |